# Trochilinae
Sous-famille
Les Trochilinae sont une sous-famille de colibris. La sous-famille est divisée en trois tribus : Lampornithini contenant 18 espèces, Mellisugini contenant 37 espèces et Trochilini contenant 115 espèces,.

## Description
Le dimorphisme sexuel est important dans cette sous-famille : les mâles étant plus colorés que les femelles. La distinction des espèces chez les mâles est simple grâce aux nettes différences de coloration. Chez les femelles ou chez les Phaethornithinae, la longueur et la forme du bec ainsi que leurs chants sont des indices plus précis pour reconnaître l'espèce. Le mimétisme des femelles est par contre plus performant.

## Phylogénie
Les colibris étaient autrefois divisés en deux sous-familles, les ermites (Phaethornithinae) et les non-ermites (Trochilinae). Les résultats d'une étude d'hybridation d'ADN de 2007 ont suggéré que les ermites étaient à la base du reste de la famille.
Une étude phylogénétique moléculaire des colibris publiée en 2007 a révélé que la famille se composait de neuf clades. Lorsque Edward Dickinson et James Van Remsen Jr. ont mis à jour la Howard and Moore Complete Checklist of the Birds of the World pour la 4e édition en 2013, ils ont divisé la famille des colibris en six sous-familles en fonction des résultats moléculaires et ont redéfini la sous-famille des Trochilinae pour contenir trois clades, chacun d'eux étant placé dans une tribu distincte : Lampornithini, Mellisugini et Trochilini. Une étude phylogénétique complète qui a échantillonné 284 espèces de colibris a été publiée en 2014. Elle a confirmé les neuf clades trouvés dans l'étude précédente, mais a découvert que les ermites étaient frères du clade des topazes (sous-famille des Florisuginae) contenant les genres Topaza et Florisuga. De nombreux genres traditionnels du clade des Trochilini se sont révélés polyphylétiques. En conséquence, de nombreux genres de cette partie de l'arbre ont été révisés,.
|  | Florisuginae – topazes |
|  |                        |
|  | Phaethornithinae       |
|  |                        |

|  | Heliantheini |
|  |              |
|  | Lesbiini     |
|  |              |

|  | \| \| Lampornithini \| \| \| \| \| \| Mellisugini \| \| \| \| |
|  |                                                               |
|  | Trochilini                                                    |
|  |                                                               |
|  | Lampornithini                                                 |
|  |                                                               |
|  | Mellisugini                                                   |
|  |                                                               |

|  | Lampornithini |
|  |               |
|  | Mellisugini   |
|  |               |

|  | \| \| Lampornithini \| \| \| \| \| \| Mellisugini \| \| \| \| |
|  |                                                               |
|  | Trochilini                                                    |
|  |                                                               |
|  | Lampornithini                                                 |
|  |                                                               |
|  | Mellisugini                                                   |
|  |                                                               |

|  | Lampornithini |
|  |               |
|  | Mellisugini   |
|  |               |

|  | Heliantheini |
|  |              |
|  | Lesbiini     |
|  |              |

|  | \| \| Lampornithini \| \| \| \| \| \| Mellisugini \| \| \| \| |
|  |                                                               |
|  | Trochilini                                                    |
|  |                                                               |
|  | Lampornithini                                                 |
|  |                                                               |
|  | Mellisugini                                                   |
|  |                                                               |

|  | Lampornithini |
|  |               |
|  | Mellisugini   |
|  |               |

|  | \| \| Lampornithini \| \| \| \| \| \| Mellisugini \| \| \| \| |
|  |                                                               |
|  | Trochilini                                                    |
|  |                                                               |
|  | Lampornithini                                                 |
|  |                                                               |
|  | Mellisugini                                                   |
|  |                                                               |

|  | Lampornithini |
|  |               |
|  | Mellisugini   |
|  |               |

|  | Heliantheini |
|  |              |
|  | Lesbiini     |
|  |              |

|  | \| \| Lampornithini \| \| \| \| \| \| Mellisugini \| \| \| \| |
|  |                                                               |
|  | Trochilini                                                    |
|  |                                                               |
|  | Lampornithini                                                 |
|  |                                                               |
|  | Mellisugini                                                   |
|  |                                                               |

|  | Lampornithini |
|  |               |
|  | Mellisugini   |
|  |               |

|  | \| \| Lampornithini \| \| \| \| \| \| Mellisugini \| \| \| \| |
|  |                                                               |
|  | Trochilini                                                    |
|  |                                                               |
|  | Lampornithini                                                 |
|  |                                                               |
|  | Mellisugini                                                   |
|  |                                                               |

|  | Lampornithini |
|  |               |
|  | Mellisugini   |
|  |               |

|  | Heliantheini |
|  |              |
|  | Lesbiini     |
|  |              |

|  | \| \| Lampornithini \| \| \| \| \| \| Mellisugini \| \| \| \| |
|  |                                                               |
|  | Trochilini                                                    |
|  |                                                               |
|  | Lampornithini                                                 |
|  |                                                               |
|  | Mellisugini                                                   |
|  |                                                               |

|  | Lampornithini |
|  |               |
|  | Mellisugini   |
|  |               |

|  | \| \| Lampornithini \| \| \| \| \| \| Mellisugini \| \| \| \| |
|  |                                                               |
|  | Trochilini                                                    |
|  |                                                               |
|  | Lampornithini                                                 |
|  |                                                               |
|  | Mellisugini                                                   |
|  |                                                               |

|  | Lampornithini |
|  |               |
|  | Mellisugini   |
|  |               |

|  | Florisuginae – topazes |
|  |                        |
|  | Phaethornithinae       |
|  |                        |

|  | Heliantheini |
|  |              |
|  | Lesbiini     |
|  |              |

|  | \| \| Lampornithini \| \| \| \| \| \| Mellisugini \| \| \| \| |
|  |                                                               |
|  | Trochilini                                                    |
|  |                                                               |
|  | Lampornithini                                                 |
|  |                                                               |
|  | Mellisugini                                                   |
|  |                                                               |

|  | Lampornithini |
|  |               |
|  | Mellisugini   |
|  |               |

|  | \| \| Lampornithini \| \| \| \| \| \| Mellisugini \| \| \| \| |
|  |                                                               |
|  | Trochilini                                                    |
|  |                                                               |
|  | Lampornithini                                                 |
|  |                                                               |
|  | Mellisugini                                                   |
|  |                                                               |

|  | Lampornithini |
|  |               |
|  | Mellisugini   |
|  |               |

|  | Heliantheini |
|  |              |
|  | Lesbiini     |
|  |              |

|  | \| \| Lampornithini \| \| \| \| \| \| Mellisugini \| \| \| \| |
|  |                                                               |
|  | Trochilini                                                    |
|  |                                                               |
|  | Lampornithini                                                 |
|  |                                                               |
|  | Mellisugini                                                   |
|  |                                                               |

|  | Lampornithini |
|  |               |
|  | Mellisugini   |
|  |               |

|  | \| \| Lampornithini \| \| \| \| \| \| Mellisugini \| \| \| \| |
|  |                                                               |
|  | Trochilini                                                    |
|  |                                                               |
|  | Lampornithini                                                 |
|  |                                                               |
|  | Mellisugini                                                   |
|  |                                                               |

|  | Lampornithini |
|  |               |
|  | Mellisugini   |
|  |               |

|  | Heliantheini |
|  |              |
|  | Lesbiini     |
|  |              |

|  | \| \| Lampornithini \| \| \| \| \| \| Mellisugini \| \| \| \| |
|  |                                                               |
|  | Trochilini                                                    |
|  |                                                               |
|  | Lampornithini                                                 |
|  |                                                               |
|  | Mellisugini                                                   |
|  |                                                               |

|  | Lampornithini |
|  |               |
|  | Mellisugini   |
|  |               |

|  | \| \| Lampornithini \| \| \| \| \| \| Mellisugini \| \| \| \| |
|  |                                                               |
|  | Trochilini                                                    |
|  |                                                               |
|  | Lampornithini                                                 |
|  |                                                               |
|  | Mellisugini                                                   |
|  |                                                               |

|  | Lampornithini |
|  |               |
|  | Mellisugini   |
|  |               |

|  | Heliantheini |
|  |              |
|  | Lesbiini     |
|  |              |

|  | \| \| Lampornithini \| \| \| \| \| \| Mellisugini \| \| \| \| |
|  |                                                               |
|  | Trochilini                                                    |
|  |                                                               |
|  | Lampornithini                                                 |
|  |                                                               |
|  | Mellisugini                                                   |
|  |                                                               |

|  | Lampornithini |
|  |               |
|  | Mellisugini   |
|  |               |

|  | \| \| Lampornithini \| \| \| \| \| \| Mellisugini \| \| \| \| |
|  |                                                               |
|  | Trochilini                                                    |
|  |                                                               |
|  | Lampornithini                                                 |
|  |                                                               |
|  | Mellisugini                                                   |
|  |                                                               |

|  | Lampornithini |
|  |               |
|  | Mellisugini   |
|  |               |

Le cladogramme ci-dessus de la famille des colibris est basé sur une étude phylogénétique moléculaire de Jimmy McGuire et de ses collaborateurs publiée en 2014. Les noms latins sont ceux proposés par Dickinson et Remsen en 2013.

## Liste des genres et des espèces
D'après la classification de référence du Congrès ornithologique international (ordre phylogénique) :
- Tribu des Lampornithini[8].
  - Sternoclyta (1 espèce)
    - Sternoclyta cyanopectus - Colibri à poitrine violette

  - Hylonympha (1 espèce)
    - Hylonympha macrocerca - Colibri à queue en ciseaux

  - Eugenes (2 espèces)
    - Eugenes fulgens - Colibri de Rivoli
    - Eugenes spectabilis - Colibri de la Talamanca

  - Panterpe (1 espèce)
    - Panterpe insignis - Colibri insigne

  - Heliomaster (4 espèces)
    - Heliomaster longirostris - Colibri corinne
    - Heliomaster constantii - Colibri de Constant
    - Heliomaster squamosus - Colibri médiastin
    - Heliomaster furcifer - Colibri d'Angèle

  - Lampornis (8 espèces)
    - Lampornis hemileucus - Colibri à gorge lilas
    - Lampornis clemenciae - Colibri à gorge bleue
    - Lampornis amethystinus - Colibri à gorge améthyste
    - Lampornis viridipallens - Colibri vert-d'eau
    - Lampornis sybillae - Colibri de Sybil
    - Lampornis calolaemus - Colibri à gorge pourprée
    - Lampornis cinereicauda - Colibri à queue grise
    - Lampornis castaneoventris - Colibri à ventre châtain

  - Lamprolaima (1 espèce)
    - Lamprolaima rhami - Colibri à gorge grenat
- Tribu des Mellisugini[8]
  - Calliphlox (1 espèce)
    - Calliphlox amethystina - Colibri améthyste

  - Myrtis (1 espèce)
    - Myrtis fanny - Colibri de Fanny

  - Rhodopis (1 espèce)
    - Rhodopis vesper - Colibri vesper

  - Myrmia (1 espèce)
    - Myrmia micrura - Colibri à queue courte

  - Thaumastura (1 espèce)
    - Thaumastura cora - Colibri cora

  - Philodice (2 espèces)
    - Philodice bryantae - Colibri magenta
    - Philodice mitchellii - Colibri de Mitchell

  - Eulidia (1 espèce)
    - Eulidia yarrellii - Colibri d'Arica

  - Microstilbon (1 espèce)
    - Microstilbon burmeisteri - Colibri de Burmeister

  - Chaetocercus (6 espèces)
    - Chaetocercus mulsant - Colibri de Mulsant
    - Chaetocercus bombus - Colibri bourdon
    - Chaetocercus heliodor - Colibri d'Héliodore
    - Chaetocercus astreans - Colibri des Santa Marta
    - Chaetocercus berlepschi - Colibri de Berlepsch
    - Chaetocercus jourdanii - Colibri de Jourdan

  - Tilmatura (1 espèce)
    - Tilmatura dupontii - Colibri zémès

  - Doricha (2 espèces)
    - Doricha enicura - Colibri à queue singulière
    - Doricha eliza - Colibri d'Eliza

  - Calothorax (2 espèces)
    - Calothorax lucifer - Colibri lucifer
    - Calothorax pulcher - Colibri charmant

  - Archilochus (2 espèces)
    - Archilochus alexandri - Colibri à gorge noire
    - Archilochus colubris - Colibri à gorge rubis

  - Mellisuga (2 espèces)
    - Mellisuga minima - Colibri nain
    - Mellisuga helenae - Colibri d'Elena

  - Nesophlox (2 espèces)
    - Nesophlox evelynae - Colibri des Bahamas
    - Nesophlox lyrura - Colibri d'Inagua

  - Calypte (2 espèces)
    - Calypte anna - Colibri d'Anna
    - Calypte costae - Colibri de Costa

  - Selasphorus (9 espèces)
    - Selasphorus calliope - Colibri calliope
    - Selasphorus rufus - Colibri roux
    - Selasphorus sasin - Colibri d'Allen
    - Selasphorus platycercus - Colibri à queue large
    - Selasphorus heloisa - Colibri héloïse
    - Selasphorus ellioti - Colibri d'Elliot
    - Selasphorus flammula - Colibri flammule
    - Selasphorus scintilla - Colibri scintillant
    - Selasphorus ardens - Colibri ardent
- Tribu des Trochilini[9].
  - Phaeoptila (1 espèce)
    - Phaeoptila sordida - Colibri sombre

  - Riccordia (6 espèces)
    - Riccordia ricordii - Émeraude de Ricord
    - †Riccordia bracei - Émeraude de New Providence
    - Riccordia swainsonii - Émeraude d'Hispaniola
    - Riccordia maugeus - Émeraude de Porto Rico
    - Riccordia bicolor - Colibri à tête bleue
    - †Riccordia elegans - (?)

  - Cynanthus (6 espèces)
    - Cynanthus latirostris - Colibri circé
    - Cynanthus doubledayi - Colibri de Doubleday
    - Cynanthus auriceps - Émeraude couronnée
    - Cynanthus forficatus - Émeraude de Cozumel
    - Cynanthus canivetii - Émeraude de Canivet
    - Cynanthus lawrencei - Colibri des Marias

  - Chlorostilbon (10 espèces)
    - Chlorostilbon assimilis - Émeraude du Panama
    - Chlorostilbon melanorhynchus - Émeraude des Andes occidentales
    - Chlorostilbon gibsoni - Émeraude de Gibson
    - Chlorostilbon mellisugus - Émeraude orvert
    - Chlorostilbon olivaresi - Émeraude d'Olivares
    - Chlorostilbon lucidus - Émeraude splendide
    - Chlorostilbon russatus - Émeraude cuivrée
    - Chlorostilbon stenurus - Émeraude à queue étroite
    - Chlorostilbon alice - Émeraude alice
    - Chlorostilbon poortmani - Émeraude à queue courte

  - Basilinna (2 espèces)
    - Basilinna leucotis - Colibri à oreilles blanches
    - Basilinna xantusii - Colibri de Xantus

  - Pampa (4 espèces)
    - Pampa curvipennis - Campyloptère à queue courbe
    - Pampa pampa - Campyloptère à queue large
    - Pampa excellens - Campyloptère pampa
    - Pampa rufa - Campyloptère roux

  - Abeillia (1 espèce)
    - Abeillia abeillei - Colibri d'Abeillé

  - Klais (1 espèce)
    - Klais guimeti - Colibri à tête violette

  - Orthorhyncus (1 espèce)
    - Orthorhyncus cristatus - Colibri huppé

  - Anthocephala (2 espèces)
    - Anthocephala floriceps - Colibri à tête rose
    - Anthocephala berlepschi - Colibri du Tolima

  - Stephanoxis (2 espèces)
    - Stephanoxis lalandi - Colibri de Delalande
    - Stephanoxis loddigesii - Colibri à huppe bleue

  - Campylopterus (10 espèces)
    - Campylopterus largipennis - Campyloptère à ventre gris
    - Campylopterus calcirupicola - Campyloptère calcicole
    - Campylopterus diamantinensis - Campyloptère de Diamantina
    - Campylopterus hyperythrus - Campyloptère rougeâtre
    - Campylopterus ensipennis - Campyloptère à queue blanche
    - Campylopterus falcatus - Campyloptère lazulite
    - Campylopterus phainopeplus - Campyloptère des Santa Marta
    - Campylopterus hemileucurus - Campyloptère violet
    - Campylopterus duidae - Campyloptère montagnard
    - Campylopterus villaviscensio - Campyloptère du Napo

  - Chalybura (2 espèces)
    - Chalybura urochrysia - Colibri à queue bronzée
    - Chalybura buffonii - Colibri de Buffon

  - Thalurania (5 espèces)
    - Thalurania colombica - Dryade couronnée
    - Thalurania furcata - Dryade à queue fourchue
    - Thalurania watertonii - Dryade de Waterton
    - Thalurania glaucopis - Dryade glaucope

  - Microchera (3 espèces)
    - Microchera albocoronata - Colibri à coiffe blanche
    - Microchera cupreiceps - Colibri à tête cuivrée
    - Microchera chionura - Colibri elvire

  - Goldmania (2 espèces)
    - Goldmania violiceps - Colibri à calotte violette
    - Goldmania bella - Colibri du Pirré

  - Eupherusa (5 espèces)
    - Eupherusa ridgwayi - Dryade du Mexique
    - Eupherusa poliocerca - Colibri du Guerrero
    - Eupherusa cyanophrys - Colibri d'Oaxaca
    - Eupherusa eximia - Colibri à épaulettes
    - Eupherusa nigriventris - Colibri à ventre noir

  - Phaeochroa (1 espèce)
    - Phaeochroa cuvierii - Colibri de Cuvier

  - Leucippus (1 espèce)
    - Leucippus fallax - Colibri trompeur

  - Thaumasius (2 espèces)
    - Thaumasius baeri - Colibri de Tumbes
    - Thaumasius taczanowskii - Colibri de Taczanowski

  - Taphrospilus (1 espèce)
    - Taphrospilus hypostictus - Colibri grivelé

  - Eupetomena (2 espèces)
    - Eupetomena macrourus - Colibri hirondelle
    - Eupetomena cirrochloris - Colibri vert et gris

  - Talaphorus (1 espèce)
    - Talaphorus chlorocercus - Colibri à queue verte

  - Trochilus (2 espèces)
    - Trochilus polytmus - Colibri à tête noire
    - Trochilus scitulus - Colibri à bec noir

  - Leucolia (3 espèces)
    - Leucolia violiceps - Ariane à couronne violette
    - Leucolia viridifrons - (?)
    - Leucolia wagneri - Ariane de Wagner

  - Saucerottia (11 espèces)
    - Saucerottia cyanocephala - Ariane à couronne azur
    - Saucerottia hoffmanni - Ariane de Hoffmann
    - Saucerottia beryllina - Ariane béryl
    - Saucerottia cyanura - Ariane à queue bleue
    - Saucerottia edward - Ariane d'Edward
    - Saucerottia saucerrottei - Ariane de Sophie
    - Saucerottia cyanifrons - Ariane à front bleu
    - Saucerottia castaneiventris - Ariane à ventre roux
    - Saucerottia viridigaster - Ariane à ventre vert
    - Saucerottia tobaci - Ariane de Félicie
    - Saucerottia cupreicauda - Ariane à queue cuivrée

  - Amazilia (5 espèces)
    - Amazilia rutila - Ariane cannelle
    - Amazilia yucatanensis - Ariane du Yucatan
    - Amazilia tzacatl - Ariane à ventre gris
    - Amazilia luciae - Ariane de Lucy
    - Amazilia boucardi - Ariane de Boucard

  - Amazilis (1 espèce)
    - Amazilis amazilia - Ariane de Lesson

  - Uranomitra (1 espèce)
    - Uranomitra franciae - Ariane de Francia

  - Chrysuronia (9 espèces)
    - Chrysuronia goudoti - Colibri de Goudot
    - Chrysuronia oenone - Saphir œnone
    - Chrysuronia versicolor - Ariane versicolore
    - Chrysuronia coeruleogularis - Colibri faux-saphir
    - Chrysuronia lilliae - Colibri de Lillie
    - Chrysuronia humboldtii - Saphir de Humboldt
    - Chrysuronia grayi - Saphir ulysse
    - Chrysuronia brevirostris - Ariane à poitrine blanche
    - Chrysuronia leucogaster - Ariane vert-doré

  - Leucochloris (1 espèce)
    - Leucochloris albicollis - Colibri à gorge blanche

  - Chionomesa (2 espèces)
    - Chionomesa fimbriata - Ariane de Linné
    - Chionomesa lactea - Ariane saphirine

  - Hylocharis (2 espèces)
    - Hylocharis sapphirina - Saphir à gorge rousse
    - Hylocharis chrysura - Saphir à queue d'or

  - Elliotomyia (2 espèces)
    - Elliotomyia chionogaster - Ariane à ventre blanc
    - Elliotomyia viridicauda - Ariane du Pérou

  - Polyerata (3 espèces)
    - Polyerata amabilis - Ariane aimable
    - Polyerata decora - Ariane charmante
    - Polyerata rosenbergi - Ariane de Rosenberg

  - Chlorestes (5 espèces)
    - Chlorestes candida - Ariane candide
    - Chlorestes eliciae - Saphir d'Élicia
    - Chlorestes cyanus - Saphir azuré
    - Chlorestes julie - Colibri de Julie
    - Chlorestes notata - Colibri à menton bleu